# 永別至今仍在這心中
《永別至今仍在這心中》，是日本摇滚樂團ZARD的第16張單曲。1995年8月28日發行。

## 簡介
自單曲《明明離你那麼的近》後再次空降Oricon公信榜冠軍，但最終銷量只有55萬張，是當時自《別認輸》發行以來最低銷量單曲紀錄。
唱片封面在熱狗店「湘南Submarine Dog」拍攝，店鋪外型為一輛黃色雙層巴士。期間坂井泉水在巴士留有簽名，因此成為ZARD歌迷的其中一個聖地。不過該店鋪所屬的土地被劃入神奈川縣逗子市的調整地域，所以已在2006年7月23日結業。
宣傳影片只有一些坂井和國外風景的照片，在她去世後，她在攝影棚中演唱《永别至今仍在這心中》的影片和拍攝唱片封面時的花絮影片才被正式公開。

## 收錄曲
1. 永別至今仍在這心中（サヨナラは今もこの胸にいます）
作詞：坂井泉水
作曲：栗林誠一郎
編曲：葉山武
  - 栗林誠一郎參與了此曲的和音。
  - 專輯《TODAY IS ANOTHER DAY》裏的版本，人聲被重新錄製，另外小鼓和合成器的混音效果也有不同。
  - 悼念專輯《ZARD Request Best 〜beautiful memory〜》發行前的歌迷投票中，此曲排在第31位，因此未被收錄（專輯只收錄30名或以内的作品）。
  - 被用作《白鳥麗子》電影版的主題曲（前奏的編曲與單曲版本不一樣）和《J-ROCK ARTIST Count Down 50》的片尾曲。
2. 沉睡 
作詞・作曲：坂井泉水
編曲：池田大介
  - 繼第二張原創專輯《不再探寻》裏的《終有一天》之後，相隔大概4年之後，坂井本人再次作曲的作品。
  - 繼第二張單曲《不可思議呀...》的B面歌曲《無法坦白説出口》之後，再次以坂井自身作曲作品作為單曲B面歌曲。
  - 最佳專輯《ZARD BEST 〜Request Memorial〜》發行前的歌迷投票中，雖然此曲名列第28位而未被收錄，卻是所有單曲B面歌曲中排名最高的作品。後來在悼念專輯《Brezza di mare 〜dedicated to IZUMI SAKAI〜》的特典DVD中收錄了此作，並公開了未曾曝光的錄像。
3. 永別至今仍在這心中（Original Karaoke）
作詞：坂井泉水
作曲：栗林誠一郎
編曲：葉山武
  - 部份鼓聲的混音效果與原版不一樣。
4. 沉睡（Original Karaoke）
作詞・作曲：坂井泉水
編曲：池田大介